# Disfraz (canción de Kudai)
«Disfraz» es el cuarto y último sencillo del tercer álbum de estudio Nadha de la banda chilena de pop-rock Kudai y también el último sencillo lanzado por el cuarteto antes de su separación en el año 2010. La canción fue lanzada para toda Latinoamérica el 22 de agosto de 2009. Debido al repentino receso que tomó la banda, no hubo tiempo para grabar un video oficial, y en su lugar el video fue la presentación que la banda hizo de la canción durante el especial "BoomBox" de la televisora  Boomerang, grabado en la Ciudad de México. La canción habla acerca de la homosexualidad, continuando con los temas sociales del álbum y mostrando el apoyo de la banda a la comunidad LGBT. Tras el regreso de la banda en ocasiones es la canción que abre el show. 

## Video
El video musical fue grabado en la Ciudad de México ante un grupo de fans invitados por Boomerang. También incluyó escenas de Kudai visitando junto a la UNICEF a varias organizaciones que se ocupan de asuntos que afectan a los adolescentes y grupos indígenas en Guatemala. El video ha sido fuertemente criticado por los fanes de la agrupación chilena, pues esperaban un video relacionado con la canción. El sencillo han tenido escasa promoción comparado con otras canciones del álbum como Lejos de aquí y Morir de amor. El video musical de Disfraz fue el último del cuarteto con la participación de Gabriela Villalba hasta el lanzamiento de Karma en 2025, casi dieciséis años después de no aparecer en un material audiovisual del grupo.  
"El grupo ha evolucionado y también su música", fue lo que dijo Gaby al recibir una crítica por el sencillo .

## Posicionamiento en listas
| Listas (2009)                                      | Mejor posición |
| -------------------------------------------------- | -------------- |
| Argentina (Top 20 Singles)[cita requerida]         | 1              |
| Chile (Chilean Singles Chart)[cita requerida]      | 84             |
| Estados Unidos (Hot Latin Tracks)[cita requerida]  | 19             |
| Estados Unidos (Latin Pop Airplay)[cita requerida] | 12             |
| México (México Top 100)[cita requerida]            | 4              |